# Jens Risager
Jens Risager (født 9. april 1971) er dansk tidligere professionel fodboldspiller, der spillede i forsvaret.

## Karriere

### Brøndby IF
Jens Risager spillede det meste af sin karriere i Brøndby IF, hvor det i alle turneringer blev til 222 kampe og tre mål.

### Landshold
Jens Risager spillede 13 landskampe i perioden 1994-1996, og spillede i Brøndby IF i sin professionelle karriere. Før det spillede han i Herning Fremad og Holstebro Boldklub. For Danmark var han med til OL i Barcelona i 1992, Confederations Cup 1995 samt EM i 1996 i England.
Han var blandt Brøndbys fans kendt som Ayatollah Risager. 

## Efter fodboldkarrieren
Fodboldkarrieren er indstillet og Jens Risager arbejder i dag i en dagligvareforretning.